# Eliseo Masini
Cesare Eliseo Masini (Bologna, XVI secolo – Genova, 1627) è stato un religioso italiano.
Domenicano e teologo, fece parte dell'Inquisizione per molti anni. Nel 1621 scrisse Sacro arsenale, guida alle pratiche inquisitorie del tempo.